# Compagnie minière Québec Cartier
 (octobre 2024).
Si vous disposez d'ouvrages ou d'articles de référence ou si vous connaissez des sites web de qualité traitant du thème abordé ici, merci de compléter l'article en donnant les références utiles à sa vérifiabilité et en les liant à la section « Notes et références ».
La Compagnie minière Québec Cartier est une entreprise minière québécoise fondée en 1957. C'est l’un des principaux fournisseurs au Canada de produits de minerai de fer destinés au marché mondial de l’acier. Elle a été rapatriée au groupe ArcelorMittal en 2007 et œuvre depuis 2008 sous le nom d'ArcelorMittal Mines Canada.

## Emploi
ArcelorMittal Mines Canada emploie 2 000 travailleurs dans ses installations de Fermont et de Port-Cartier ainsi que dans ses bureaux administratifs de Montréal et de Bruxelles.

## Historique

### La naissance de Québec Cartier
C'est le 26 janvier 1957 que s'entame la grande aventure de la Compagnie minière Québec-Cartier. À ce moment, la U.S. Steel de Pittsburgh fonde la Quebec Cartier Mining afin d'exploiter les gisements de fer de la fosse Québec-Labrador.  Cette entreprise américaine avait déjà constaté le potentiel ferrugineux dès 1952.  En 1959, la Minière commence l'exploitation du gisement du lac Jeannine.  La création de l'entreprise nécessitera d'immenses investissements se chiffrant à 350 millions de dollars.  Le montant de la facture comprend notamment la construction d'un port, la création de la ville de Gagnon et d'un concentrateur ainsi que la construction d'une ligne ferroviaire de 308 kilomètres, la ligne Chemin de fer Cartier. C'est le 6 octobre 1962 que s'effectueront les premières exportations de minerai vers les aciéries américaines et le marché européen.

### L'implantation à Port-Cartier
Bien que la mine se trouvait près de la ville de Gagnon, sur les rives du lac Jeannine, les installations portuaires sont localisées, quant à elles, en bordure de mer, sur la Côte-Nord. C'est le village de Shelter Bay qui accueillera alors la nouvelle entreprise.  L'arrivée de ce nouveau joueur transforme radicalement le paysage local.  En effet, un nouveau portrait résidentiel, commercial et communautaire se dessinera à l'est de la Rivière aux Rochers.  La nouvelle ville de Port-Cartier verra donc le jour en février 1959.

### L'aventure minière à Fermont
Le 15 octobre 1974, c'est le sautage de la « calotte » du mont-Wright qui marque le début de l'exploitation à Fermont ainsi que la naissance de cette municipalité.  Encore aujourd'hui, le minerai de fer de la Compagnie minière Québec-Cartier est extrait à cet endroit, dans la région de Caniapiscau. Le déplacement des activités vers Fermont s'explique par l'épuisement de la mine du lac Jeannine. Des sommes considérables ont d'ailleurs été investies pour développer le mont Wright : ajout d'un tronçon de 150 kilomètres de voie ferrée, installation d'un nouveau concentrateur, création d'une nouvelle ville, comprenant le fameux « mur. »

### Sidbec-Normines
Sous l'impulsion de l'intervention du gouvernement du Québec, une usine de bouletage sera créée à Port-Cartier.  L'investissement est alors partagé entre les intérêts américains de Québec Cartier (9 %), la British Steel (41 %) et Sidbec-Normines, société d'État (50 %).  Les travaux de construction s'entament en juin 1975 et la production de l'usine débute en 1977.  Par ailleurs, l'arrivée de Sidbec-Normines, entreprise indépendante de Québec Cartier, prolonge la durée de vie de la ville de Gagnon, notamment par l'exploitation de Fire Lake. Dans les années 1990, la Compagnie minière Québec-Cartier complètera l'achat de l'usine de bouletage.

### La crise du fer des années 1980
En 1982, la crise du minerai de fer frappe de plein fouet la région de la Côte-Nord. Cette année-là, les activités minières sont suspendues dans la région de Schefferville, laissant la ville à l'abandon. Deux années plus tard, en 1984, ce seront les activités de la mine de Fire Lake qui seront suspendues, forçant la fermeture de la ville de Gagnon et sa démolition l'année suivante. Durement éprouvée, l'industrie du fer au Québec ne dépendra que des activités à la mine du Mont-Wright, près de Fermont et de celle du Labrador.

### Les années 2000
Près de la faillite, la Compagnie minière Québec Cartier s'est relevée de façon remarquable à une crise ressentie en 2002 dans le milieu du fer. Relance qui s'explique selon Michèle Boisvert, chroniqueur économique pour La Presse, par l'implication commune de l'État, des partenaires privés, de la direction de l'entreprise et des employés de l'organisation. En effet, en 2002, le gouvernement péquiste de Bernard Landry consent un prêt à la Minière, respecté par les libéraux de Jean Charest. L'efficacité de l'entreprise et l'engagement du milieu (banquiers et fournisseurs), des propriétaires Dofasco et Caemi et des employés qui acceptèrent un gel de salaire, ont ensuite contribué au succès de l'opération, le tout combiné à la demande chinoise pour les produits du fer.

### ArcelorMittal
Après négociations et approbation des actionnaires et des instances gouvernementales, Dofasco passe aux mains de la géante de l'acier Arcelor Mittal en 2007. Dès lors, Dofasco prendra le nom de ArcelorMittal Dofasco.
Québec Cartier, qui fête ses 50 ans en 2007 échappe pour le moment au changement de nom. Le 29 mai 2008, Francois Pelletier, président de Québec Cartier rencontre les employés, la presse et les dignitaires au cours de deux rencontres à Fermont et à Port-Cartier pour annoncer le début d'une nouvelle ère. Le nom de Québec Cartier, utilisé depuis plus de cinquante ans sera remplacé par celui d'ArcelorMittal Mines Canada.
Selon M. Pelletier, la fusion avec le plus grand producteur d'acier au monde ne peut être que bénéfique pour l'avenir de Québec Cartier, ses employés et les communautés qui y sont rattachés.